# ブランカ・ベレトバチ
ブランカ・ベレトバチ（Branka Beretovac, 1944年6月17日 - ）は、ユーゴスラビア出身のソプラノ歌手。
ザグレブの生まれ。ザグレブ音楽院でズラトコ・シルに声楽を学ぶ。1964年にユーゴスラビア文化省主催のミルカ・テルニナ声楽コンクールで入賞し、ベオグラード国立歌劇場でイバン・ザジチの《ニコラ・シュビッチ・ズリンスキ》の上演に参加してデビューを飾った。1977年にモンテカルロ国立歌劇場でベートーヴェンの《フィデリオ》のマルツェリーナ役を演じてから、ユーゴスラビア国外にも活躍の場を広げ、マドリード王立歌劇場やウィーン・フォルクスオーパー等に客演を重ねた。